# Шершеневский сельский совет
Шершеневский сельский совет (укр. Шершенівська сільська рада) — входит в состав
Борщёвского района
Тернопольской области
Украины.
Административный центр сельского совета находится в 
с. Шершеневка.

## Населённые пункты совета
- с. Шершеневка